# Pönitzer Seenplatte

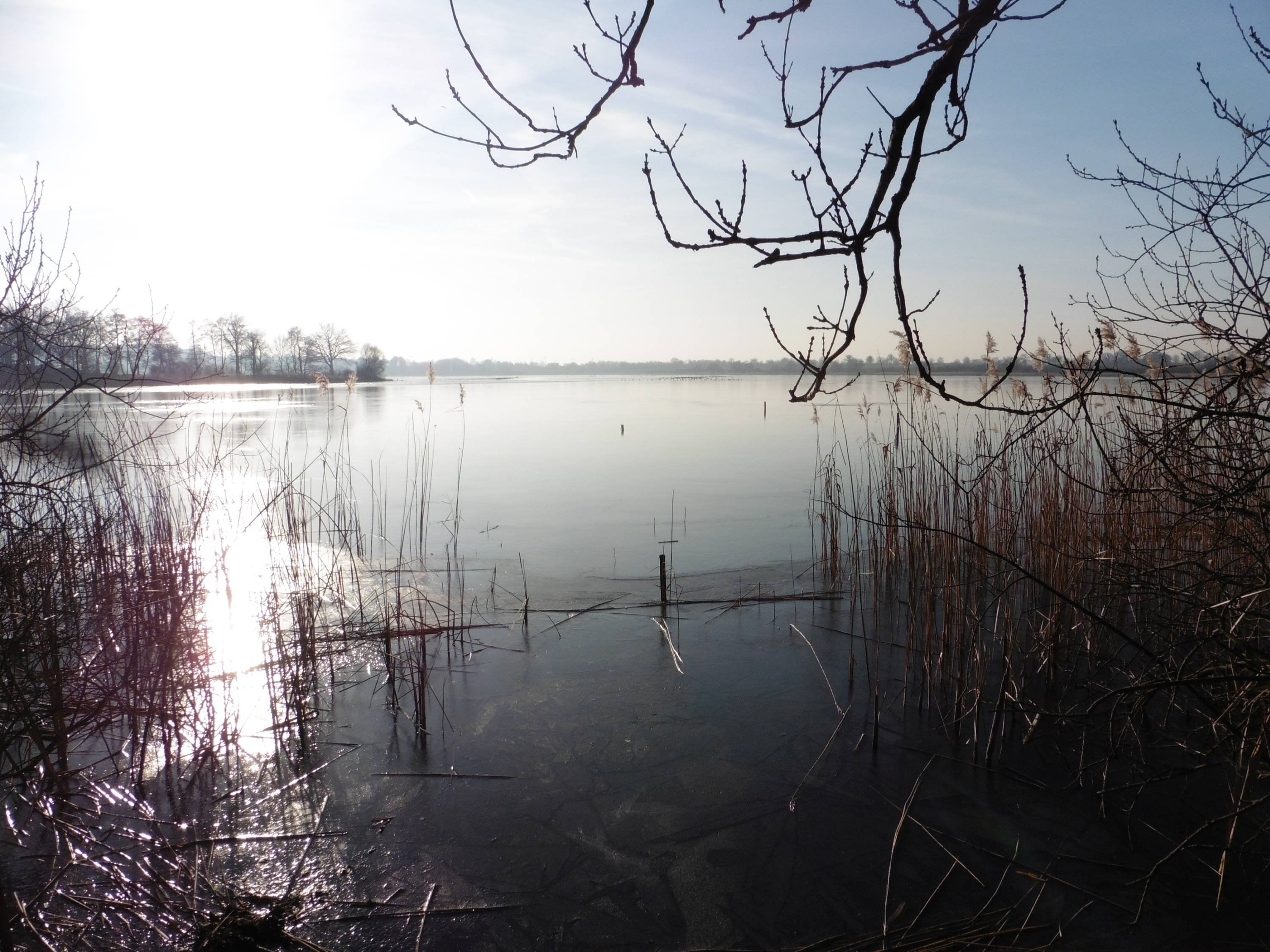
Großer Pönitzer See

Die Pönitzer Seenplatte bilden vier Seen im Kreis Ostholstein nahe der Ortschaft Pönitz im deutschen Bundesland Schleswig-Holstein. Die Pönitzer Seenplatte hat sich seit Beginn des 20. Jahrhunderts als Kurgebiet in Nähe der Ostseestrände eigenständig entwickelt. Seit 2003 sind große Teile der Flächen als Landschaftsschutzgebiet Pönitzer Seenplatte und Haffwiesen besonders geschützt.
Die Pönitzer Seenplatte besteht aus den folgenden Seen:
- Großer Pönitzer See
- Kleiner Pönitzer See
- Süseler See
- Taschensee

wobei der Süseler See und der Taschensee sowie der Große Pönitzer See in den Kleinen Pönitzer See entwässern, der wiederum über die Gösebek mit der Ostsee in Verbindung steht, aber auch über einen Graben mit der Schwartau verbunden ist und so über die Trave ebenfalls die Ostsee erreicht. Die Verbindung zwischen Taschensee und Kleinem Pönitzer See ist der künstlich angelegte Dänische Graben, auf dessen Grund eine Rohrleitung verläuft, über die der Wasserstand des Taschensees reguliert wird.
Das Landschaftsschutzgebiet hat eine Größe von etwa 2750 ha und umfasst neben den Seen das Luschendorfer Moor, das Schürsdorfer Moor und das Süseler Moor.